# Шарон (посёлок)
Шарон — исчезнувший посёлок в Малодербетовском районе Калмыкии. Посёлок располагался примерно в 6 км к востоку от озера Барманцак

## История
Дата основания не установлена. С 1938 года в составе Малодербетовского улуса Калмыцкой АССР, административный центр Шароновского сельсовета. 
28 декабря 1943 года калмыки, проживавшие в селе, были депортированы. Посёлок, как и другие населённые пункты Малодербетовского района, был передан в состав Сталинградской области. Решением исполнительного комитета Сталинградского областного совета депутатов трудящихся от 21 января 1944 года №2 §25 посёлок Шарон был переименован в Ворошилова. Постановлением Президиума Верховного Совета РСФСР от 16 октября 1948 года Шароновский сельсовет был исключён из учетных данных